# A Bum Bomb
A Bum Bomb è un cortometraggio muto del 1918 sceneggiato e diretto da John McDermott.

## Produzione
Il film fu prodotto dalla Nestor Film Company e dall'Universal Film Manufacturing Company.

## Distribuzione
Distribuito dall'Universal Film Manufacturing Company, il film - un cortometraggio di una bobina - uscì nelle sale cinematografiche USA il 19 settembre 1918.